# Des Arc, Arkansas
Des Arc là một thành phố thuộc quận Prairie, tiểu bang Arkansas, Hoa Kỳ. Năm 2010, dân số của thành phố này là 1717 người.

## Dân số
- Dân số năm 2000: 1933 người.
- Dân số năm 2010: 1717 người.